# Alain Nicolas
Pour les articles homonymes, voir Nicolas.
Alain Nicolas, né le 29 juin 1941 à Lyon et mort le 14 septembre 2024 à Marseille, est un archéologue, anthropologue et conservateur français, fondateur du musée d'histoire de Marseille et du musée des arts africains, océaniens et amérindiens de cette même ville.

## Biographie
Alain Nicolas a étudié à l'université Lyon-III l'histoire de l’art et l'archéologie, après des stages de fouilles avec André Leroi-Gourhan sur le site paléolithique de Pincevent (Seine-et-Marne).
Sa principale découverte en tant qu'archéologue fut la mise au jour, en 1969, du site protohistorique de Moras-en-Valloire (Drôme), qui révéla une écriture encore inconnue en Europe à cette époque, datée autour de 1000 à 850 avant J.-C., restée sans traduction.
Entre 1972 et 1976, il est conservateur des musées d'Auxerre.
De 1976 à 1982, il est appelé par le maire de Marseille Gaston Defferre pour créer un musée d'histoire de la ville, autour du site antique gréco-romain de La Bourse. De 1983 à 1987, il est chargé du patrimoine culturel à l'Office régional de la culture de Provence-Alpes-Côte d'Azur.
En 1985, il est membre fondateur du Mouvement international pour une nouvelle muséologie (Minom).
En 1988, il est nommé conservateur du futur musée des arts africains, océaniens et amérindiens (MAAOA), qui sera inauguré en 1992. Parmi les principales expositions temporaires dans ce cadre institutionnel, on compte « Byéri Fang » (1992), « Batcham, sculptures d'ancêtres en Afrique » (1993), « Kachina, poupées rituelles des indiens Hopi et Zuni » (1995), « Arman, collectionneur d'art africain » (1996), « Les dessinateurs Bamoun » (1997), « L'art des Papous » (2000) et « Paysages rêvés, peintres aborigènes australiens de Balgo » (2005).
En 2005, il est nommé conseiller culturel et de coopération à l'ambassade de France à Suva (Fidji).
Pendant douze ans, il collabore discrètement avec le président de la République Jacques Chirac, qui évoque avec lui sa passion pour l'art papou ou encore la protection des Indiens d'Amazonie.
En 2010, il co-organise à Marseille le Forum alternatif mondial de l'eau (FAME).
Il est chargé d'enseignement dans plusieurs universités : protohistoire européenne à l'université Lyon-III (1975-1982), esthétique des arts de l’Afrique et de l’Océanie à l'université Aix-Marseille II (1994-2005), histoire et esthétique des arts « premiers » à l'École du Louvre, 2000-2002), muséologie et muséographie des arts de l'Afrique à l'université Senghor d'Alexandrie (Égypte, 2003-2004).

### Engagements publics
En 2013, il devient conseiller régional écologiste de Provence-Alpes-Côte d'Azur après la démission de Marie-Arlette Carlotti. Il est chargé des énergies citoyennes dans la transition énergétique, ainsi que du suivi du projet ITER sur la fusion nucléaire.

### Distinctions
- Juillet 2000 : chevalier de la Légion d'honneur (démissionnaire en février 2016, afin de protester contre la Légion d'honneur remise au prince héritier d'Arabie saoudite[4])
- Juin 2005 : officier de l'ordre national du Mérite

## Principales publications
- 1972 : « Les signes gravés dans la poterie de Moras-en-Valloire sont-ils une écriture ? », Archéologia n 65
- 1975 : « L'Âge du Bronze au musée d'Auxerre » (et al.) Revue archéologique de l'Est et du Centre-Est
- 1975 : "Dessins d'enfants et civilisations". CEDAAC, Auxerre
- 1976 : « Inventaire des picto-idéogrammes de la fin de l'Âge du Bronze et du début de l'Âge du Fer », Bulletin de la Société préhistorique française, 1976 75-2
- 1976 : « L'âge du Fer dans la région Rhône Alpes », La Préhistoire Française, Paris, CNRS
- 1982 : Naissance d’une ville : Marseille (dir), Edisud
- 1986 : Nouvelles Muséologies (dir), éd. MNES
- 1993 : Batcham, sculptures d’ancêtres au Cameroun (dir), éd. RMN-Musées de Marseille
- 1996 : Arman collectionneur d’art africains (dir), éd RMN-Musées des Marseille
- 2000 : Art Papou. Papous et Austronésiens de Nouvelle-Guinée (dir), éd. RMN-Musées de Marseille
- 2000 : L’Art des Papous, éd. Scala
- 2002 : Le Musée d’Arts africains, océaniens, amérindiens de Marseille (dir), fondation BNP-Paribas-Musées de Marseille
- 2004 : Le Problème muséologique[5] ARTE TV
- 2005 : Paysages rêvés aborigènes (dir), éd. Skira, Milan
- 2009 : avec J. Combier : Une écriture préhistorique ? Le dossier archéologique de Moras-en-Valloire, introduction de Jean Guilaine, professeur au Collège de France, éd. La Mirandole
- 2017 : Un anthropologue nommé Chirac, éd. L'Archipel
- 2019 : « Chirac et le sacré dans les arts premiers », revue Art Tribal (version française de Tribal Arts), décembre 2019
- 2020 : Les Aventures de John Forster de Chazotte, roman, Amazon, février 2020
- 2020 : avec Jose Gomez de Soto, « Oiseaux, quadrupèdes et monstres sur un vase de Glanum : données nouvelles pour l’interprétation des signes zoomorphes des céramiques de la fin de l’âge du Bronze », Bulletin de la Société préhistorique française 117 n° 2, avril-juin 2020
- 2021 : "Amours, sexe et rock'n'roll", roman, édition du Lys Bleu
- 2022 : " Gens de musées. Les dessous du métier de conservateur", édition l'Harmattan.